# Округ Стара Љубовња
Округ Стара Љубовња (слч. Okres Stará Ľubovňa) округ је у Прешовском крају, у Словачкој Републици. Административно средиште округа је град Стара Љубовња.

## Географија
Налази се у сјеверозападном дијелу Прешовског краја.
Граничи:
- на сјеверу је Пољска,
- источно Округ Бардјејов,
- југозападно Округ Кежмарок,
- југоисточно Округ Сабинов.

Клима је умјерено континентална.

## Становништво
| Година:    | 1994.  | 2004.   | 2014.   | 2024.   |
| ---------- | ------ | ------- | ------- | ------- |
| Број људи: | 48 627 | 51 373  | 53 379  | 53 392  |
| Разлика:   |        | +5,64 % | +3,90 % | +0,02 % |

| Година:    | 2023.  | 2024.   |
| ---------- | ------ | ------- |
| Број људи: | 53 107 | 53 392  |
| Разлика:   |        | +0,53 % |

Према подацима о броју становника из 2021. године округ је имао 52.968 становника. Словаци чине 78,38% становништва.
| Етнички састав (2011)‍ | Етнички састав (2011)‍ | Етнички састав (2011)‍ | Етнички састав (2011)‍ | Етнички састав (2011)‍ |
| --------------------- | --------------------- | --------------------- | --------------------- | --------------------- |
|                       |                       |                       |                       |                       |
| Словаци               | Словаци               |                       | 0                     | 78,38%                |
| Роми                  | Роми                  |                       | 0                     | 8,03%                 |
| Рутени                | Рутени                |                       | 0                     | 6,61%                 |
| Украјинци             | Украјинци             |                       | 0                     | 0,43%                 |
| остали, непознато     | остали, непознато     |                       | 0                     | 6,55%                 |

## Насеља
У округу се налази два града и 42 насељена мјеста. Градови су Подолињец и Стара Љубовња.